# Panorama (Černá hora)
Rozhledna Panorama je rozhledna na krkonošské Černé hoře u Janských Lázní. Je čtvrtou nejvýše položenou rozhlednou v Česku.

## Historie věže
Věž mezi roky 1928–1981 sloužila jako předposlední podpěra (č. 8) původní lanovky na Černou horu. Po zprovoznění nové lanovky v roce 1998 byla původní lanovka demontovaná. Kovovou konstrukci předposlední podpěry využilo sdružení Panorama pro zbudování rozhledny. Vyhlídková terasa pro 30 osob je ve výšce 21 metrů nad terénem. Na vrchol rozhledny vede cesta po 106 schodech, které mají speciální úpravu pro zimní provoz.
Na rozhledně je umístěná kamera, jejíž signál přebírá televizní stanice ČT sport pro ranní pořad Panorama. Z vyhlídkové plošiny je možné vidět vrcholy a pohoří Sněžka, Růžová hora, Dlouhý hřeben, Lysečinský hřeben, Rýchory, Vraní hora, Královecký Špičák, Góry Stołowe, Králický Sněžník, Hrubý Jeseník s Pradědem, Orlické hory, Českomoravská vrchovina, přehrada Rozkoš, Kunětická hora, Zvičina, Pecka, Kumburk, Trosky, Kozákov, Bezděz, Ralsko či Ještěd.
O záchranu podpěry staré lanovky před sešrotováním se zasloužil Ing. Václav Komanec (1947–2018), v té době náčelník lanovky. Rekonstrukci věže a její úpravu na rozhlednu zaplatil provozovatel sítě mobilních telefonů Eurotel (dnešní O2), jehož anténní systémy jsou zde umístěné. V rámci sdílení sítě zde má základnovou stanici i T-Mobile.

## Televizní vysílání z rozhledny
Rozhledna slouží zároveň jako televizní vysílač multiplexu 24 DVB-T2 a dříve také regionální sítě 7 DVB-T. Vysílač provozuje společnost Digital Broadcasting a je označován jako „Trutnov – rozhledna“. Vysílání multiplexu 24 bylo spuštěno 23. 6. 2020, na jeho regionální pozici zde vysílá východočeská televize V1.
|        | Multiplex    | Kanál | Kmitočet | Výkon (ERP) | Polarizace   |
| ------ | ------------ | ----- | -------- | ----------- | ------------ |
| DVB-T2 | Multiplex 24 | 45    | 666 MHz  | 30 kW       | horizontální |

## Fotogalerie

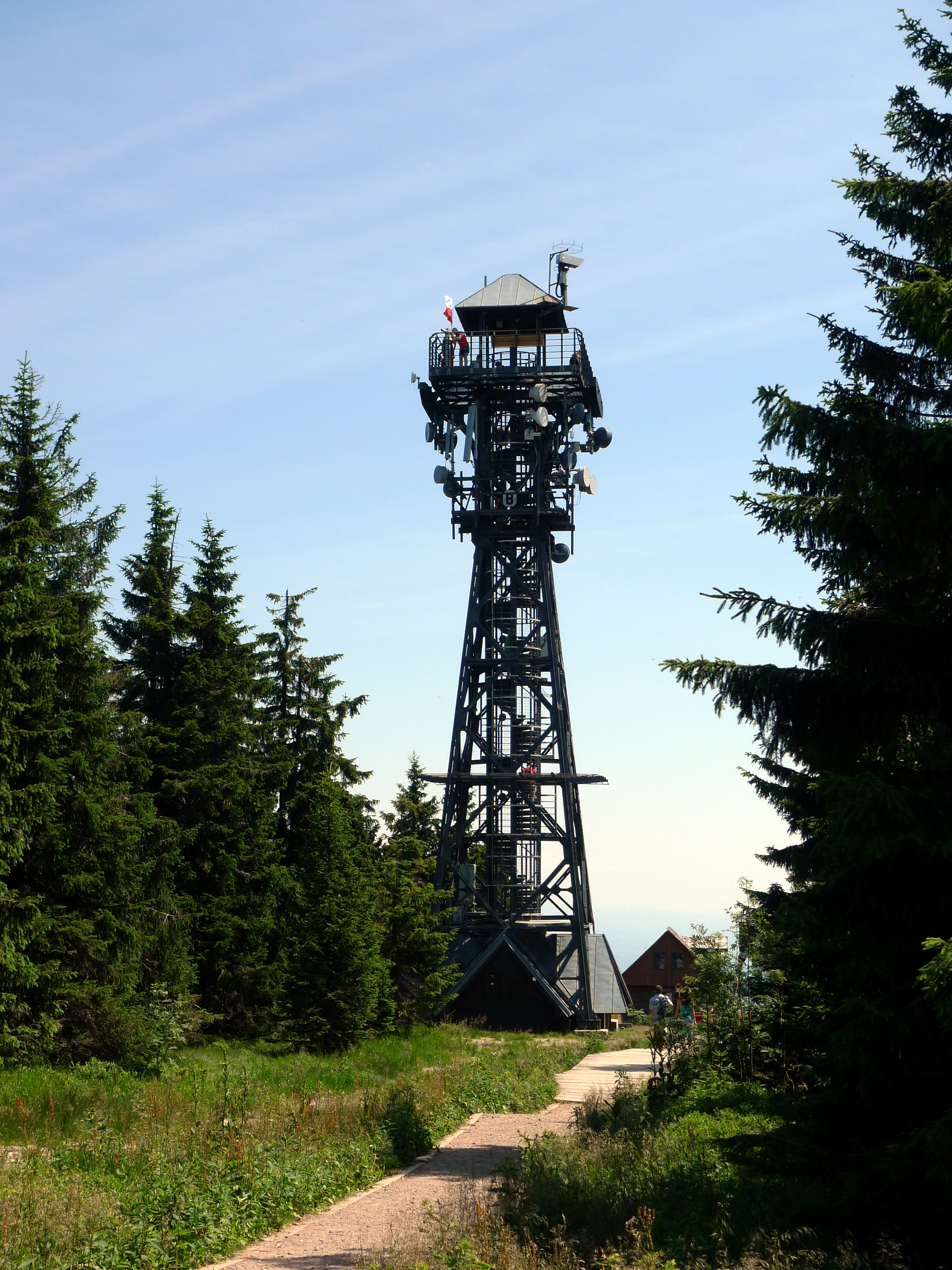
Rozhledna na Černé Hoře
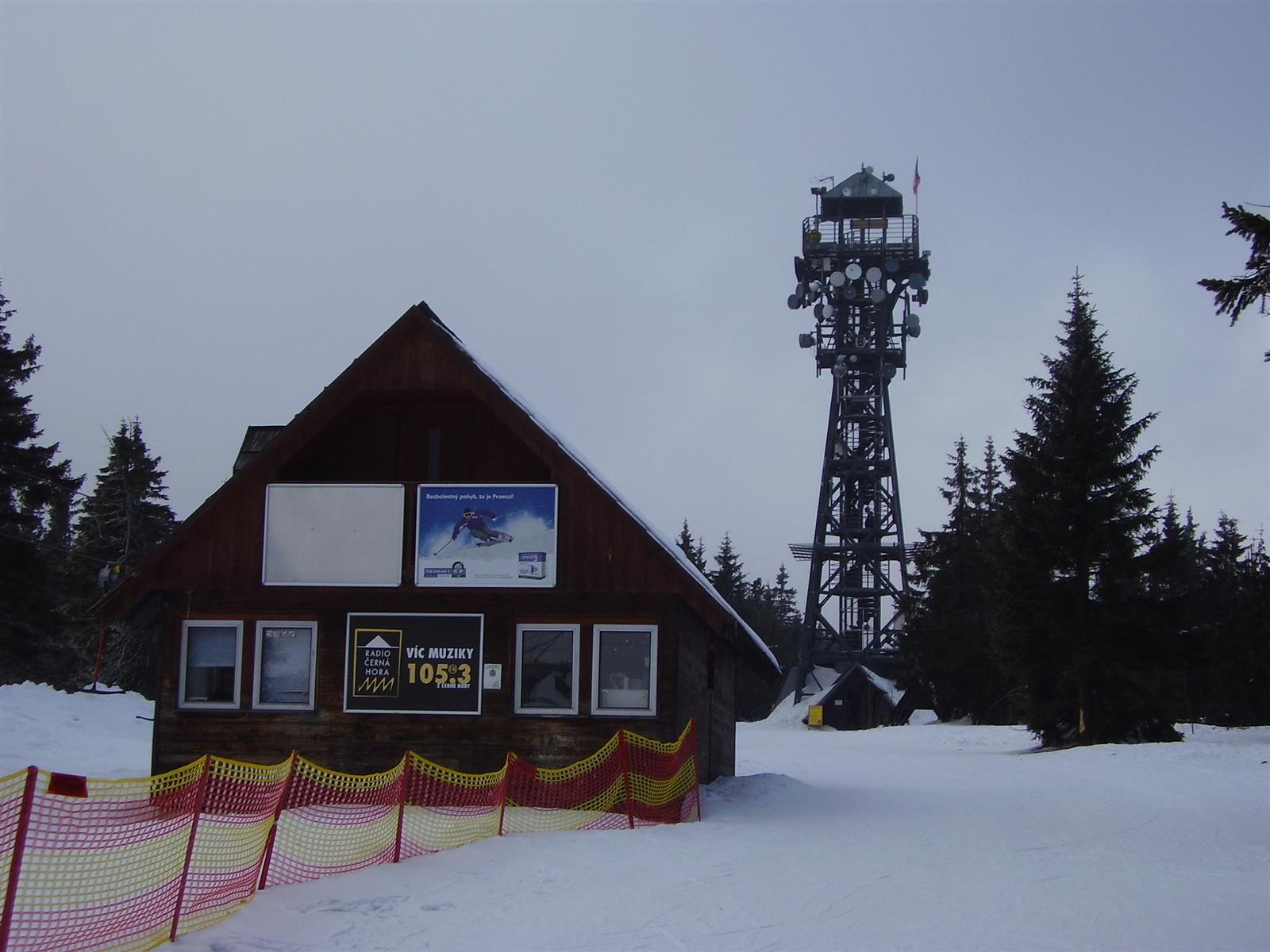
Rozhledna na vrcholu Černé hory, v popředí objekt u vleku Anděl